# Gairloch Brook
Gairloch Brook – strumień (brook) w kanadyjskiej prowincji Nowa Szkocja, w hrabstwie Pictou, płynący w kierunku wschodnim i uchodzący do Middle River of Pictou; nazwa urzędowo zatwierdzona 6 sierpnia 1953.